# Steganocerus
Steganocerus is een geslacht van wantsen uit de familie van de Scutelleridae (Pantserwantsen). Het geslacht werd voor het eerst wetenschappelijk beschreven door Gustav Mayr in 1864.

## Soorten
Het genus bevat de volgende soorten:

- Steganocerus multipunctatus (Thunberg) Mayr, 1864
- Steganocerus transvalicus Breddin, 1908